# Иван Улитин
Иван Семьонович Улитин (на руски: Иван Семёнович Улитин) е съветски офицер, лейтенант, военен летец, изтребител, Герой на Съветския съюз.

## Биография
Роден е на 30 декември 1923 г. в село Ясенки, Тулска област, СССР. Завършва Тулския железопътен техникум и аероклуб. През 1940 г. е призован в редиците на РККА. Завършва Зерноградската военна школа в началото на 1941 г. Изпратен е да служи в 116-и изтребителен полк на 17 въздушна армия от 3-ти Украински фронт.
Участва във Втората световна война. Към ноември 1943 г. лейтенант И. С. Улитин вече е извършил 202 бойни полета. В 64 въздушни схватки сваля 17 самолета на противника.
С Указ № 3221 на Президиума на Върховния съвет на СССР от 4 февруари 1944 г. „за образцово изпълнение на бойните задачи в борбата с немско-фашистките окупатори и проявено мъжество и воинска доблест“ е награден със званието Герой на Съветския съюз, орден „Ленин“ и медал „Златна звезда“.
По време на битката за Одеса е на охранителна мисия на военен транспорт. По време на мисията конвоят е нападнат от германски самолети. В схватка неговият самолет е уцелен и се запалва. С горящата машина Иван Улитин извършва таран на германски самолети „Ме-109“. Самолетът му е напълно разрушен, Улитин загива.
Погребан е на „Алеята на Славата“ в град Одеса. Общо във войната сваля 23 самолета, в 300 бойни полета.

1. ↑  Указ Президиума Верховного Совета СССР «О присвоении звания Героя Советского Союза офицерскому составу военно-воздушных сил Красной Армии» от 4 февраля 1944 года // Ведомости Верховного Совета Союза Советских Социалистических Республик : газета. — 1944. — 17 февраля (№ 10 (270)). — С. 1